# Cimoliasaurus magnus
Il cimoliasauro (Cimoliasaurus magnus) è un rettile marino estinto, appartenente ai plesiosauri. Visse nel Cretaceo superiore (Santoniano, circa 85 milioni di anni fa) e i suoi resti fossili sono stati ritrovati in Nordamerica (New Jersey).

## Descrizione
Noto per resti fossili molto incompleti, questo rettile marino è poco conosciuto. Ad oggi nessun cranio è stato ritrovato, ma le vertebre fossili che costituiscono l'esemplare tipo sono sufficientemente caratteristiche da permettere una distinzione a livello generico. Come tutti i plesiosauri, questo animale doveva essere dotato di un corpo piuttosto piatto e di quattro zampe a forma di pagaie, di grandezza simile fra loro. Dalle dimensioni delle vertebre cervicali, si suppone che Cimoliasaurus possa essere stato un grande predatore, lungo forse 8 metri. Tuttavia non è chiaro quante potessero essere le vertebre cervicali, né di conseguenza quanto fosse lungo il collo di questo animale. I centri vertebrali sono più larghi che lunghi, molto più corti rispetto ai centri vertebrali dei plesiosauri a collo lungo dello stesso periodo, e diversi anche rispetto a quelli dei pliosauri a collo corto. Alcuni denti attribuiti a Cimoliasaurus sono lunghi, piuttosto sottili e ricurvi.

## Storia e classificazione
Cimoliasaurus è stato descritto per la prima volta da Joseph Leidy nel 1851, sulla base di 13 vertebre cervicali ritrovate nella Green Sand della contea di Burlington (New Jersey). Nel 1889 Richard Lydekker ridefinì il genere Cimoliasaurus e ascrisse a questa forma numerose specie del Giurassico e del Cretaceo, provenienti da tutto il mondo, sulla base di somiglianze nelle vertebre cervicali e nel cinto scapolare. Molti studiosi successivi, tuttavia, non furono d'accordo con questa arbitraria assegnazione di molti fossili assegnati a Cimoliasaurus. Nonostante la natura frammentaria dell'esemplare tipo descritto da Leidy, sia Welles (1952) che Persson (1960) conclusero che Cimoliasaurus rappresentava un terzo tipo di plesiosauri cretacei (Mesodira), con un collo intermedio tra quello degli elasmosauridi e quello dei pliosauri, lungo circa due o tre volte il cranio. Lo stesso Welles considerò Cimoliasaurus un possibile policotilide, mentre Persson optò per la creazione di una nuova famiglia (Cimoliasauridae) all'interno dei plesiosauroidi, in cui erano inclusi anche Scanisaurus e Aristonectes. Molti studiosi, in seguito, non considerarono valido il genere Cimoliasaurus a causa della scarsità dei resti. A questo genere è a volte ancora attribuito materiale (vertebre cervicali e ossa delle zampe) proveniente dall'Australia, descritto come Cimoliasaurus maccoyi.

## Significato del nome
Il nome generico Cimoliasaurus deriva dalle parole greche kimolia ("terra bianca calcarea", tipica del Cretaceo) e sauros ("lucertola"), e quindi significa semplicemente "lucertola del Cretaceo". L'epiteto specifico, magnus, si riferisce alle grandi dimensioni dell'animale.